# 清和塾
清和塾（せいわじゅく）は、神奈川県川崎市に本部を置く右翼団体。
宮城県に東北支部を持つ、憂国清心同友会加盟。本部は憂国清心同友会の総本部でもある。前衛的な運動姿勢の反面、企業に対する攻撃を続ける団体でもある。
最高幹部は、塾長草壁悟。